# 2042
2042 (ММXLII) е обикновена година, започваща в сряда според григорианския календар. Тя е 2042-ра година от новата ера, четиридесет и втора от третото хилядолетие и трета от 2040-те.

## Събития
- Очаква се да се проведат двадесет и деветите Зимни олимпийски игри.